# Nidana
Nidana är ett arbete i etiologi från 700-talet, författat av den indiske läkaren Madhav. I Nidana listas i de 79 kapitlen då kända sjukdomar med orsak, symptom och komplikationer.